# 대한민국의 국가등록문화유산 (2010년대 후반)
대한민국의 국가등록문화유산(大韓民國 國家登錄文化遺産, 이전 명칭: 국가등록문화재)은 국가유산청장장이 국가유산위원회의 심의를 거쳐 국가지정문화유산가 아닌 문화유산 중에서 보존과 활용을 위한 조치가 특별히 필요하여 등록한 문화유산이다. 특히 일제 강점기 이후 근대에 생성·건축된 유물 및 유적이 중점적으로 등재되어 있다.

## 지정 목록

### 2015년 지정
| 번호  | 사진 | 명칭                                       | 소재지                                           | 관리자 (단체)                         | 지정일                | 참조 |
| 648호 |      | 강릉 선교장 소장 태극기                    | 강원 강릉시 운정길 63                            | 강릉 선교장                           | 2015년 4월 27일 지정  |      |
| 649호 |      | 고양 대성암 아미타삼존괘불도               | 경기 고양시 덕양구 대서문길 396-1 대성암         | 대성암                                | 2015년 8월 18일 지정  |      |
| 650호 |      | 강경성당                                   | 충남 논산시 옥녀봉로27번길 13-3(강경읍)          | (재)천주교 대전교구 유지재단          | 2015년 8월 25일 지정  |      |
| 651호 |      | 알렌 수증 훈공일등 태극대수장              | 서울 서대문구                                    | 연세대학교 의과대학 동은의학박물관    | 2015년 10월 12일 지정 |      |
| 652호 |      | 대동단결선언문서                           | 충남 천안시 동남구 삼방로 95(목천읍, 독립기념관) | 독립기념관                            | 2015년 12월 8일 지정  |      |
| 653호 |      | 대한국야소교회 대표자 호소문               | 서울 서대문구                                    | 연세대학교 의과대학 동은의학박물관    | 2015년 12월 8일 지정  |      |
| 654호 |      | 안동교회 예배당                            | 경북 안동시                                      | (재)대한예수교장로회경안노회유지재단  | 2015년 12월 16일 지정 |      |
| 655호 |      | 서울 성북동 한국순교복자성직수도회 구 본원 | 서울 성북구                                      | 재단법인 천주교한국순교복자성직수도회 | 2015년 12월 16일 지정 |      |

### 2016년 지정
| 번호    | 사진 | 명칭                                    | 소재지                                                                | 관리자 (단체)                      | 지정일                | 참조 |
| 656호   |      | 고종황제 하사 족자                      | 서울 서대문구 연세로 50-1                                             | 연세대학교 의과대학 동은의학박물관 | 2016년 2월 11일 지정  |      |
| 657호   |      | 이천 수광리 오름가마                    | 경기 이천시 신둔면 수광리 443-1                                       | 조태권                             | 2016년 2월 15일 지정  |      |
| 658호   |      | 간호교과서                              | 서울 광진구                                                           | 장로회신학대학교                   | 2016년 4월 6일 지정   |      |
| 659호   |      | 고흥 소록도 병사성당                    | 전남 고흥군 도양읍 소록해안길 65                                      | 국립소록도병원                     | 2016년 6월 14일 지정  |      |
| 660호   |      | 고흥 소록도 마리안느와 마가렛 사택      | 전남 고흥군 도양읍 소록해안길 65                                      | 국립소록도병원                     | 2016년 6월 14일 지정  |      |
| 661호   |      | 의병장 유인석 심의                      | 충북 제천시 봉양읍 의암로 566-7                                       | 제천의병전시관                     | 2016년 6월 21일 지정  |      |
| 662호   |      | 서울 남대문로 2층 한옥 상가             | 서울특별시 중구 남대문로 11                                           | (주)흥국생명보험                   | 2016년 8월 17일 지정  |      |
| 663호   |      | 고흥 소록도 한센인 생활 유품            | 전남 고흥군                                                           | 국립소록도병원                     | 2016년 8월 22일 지정  |      |
| 664-1호 |      | 3·1독립선언서                           | 서울특별시 서초구 남부순환로 2406 (서초동, 예술의전당) 서울서예박물관 | 예술의전당 서울서예박물관          | 2016년 10월 20일 지정 |      |
| 664-2호 |      | 3·1독립선언서                           | 서울특별시 강동구                                                     | 이희선                             | 2016년 10월 20일 지정 |      |
| 665호   |      | 발해태조건국지‧명림답부전               | 서울 서대문구                                                         | 김도형                             | 2016년 10월 20일 지정 |      |
| 666호   |      | 대한민국 최초 운용 전투기(F-51D 무스탕) | 충북 청주시 상당구 단재로 635 (남일면, 공군사관학교) 공군박물관       | 공군참모총장                       | 2016년 10월 20일 지정 |      |
| 667호   |      | 국민성금 헌납기                         | 충북 청주시 상당구 단재로 635 (남일면, 공군사관학교) 공군박물관       | 공군참모총장                       | 2016년 10월 20일 지정 |      |
| 668호   |      | 예수성교 누가복음전서                   | 서울 서초구 남부순환로 2569 대한성서공회                              | 재단법인 대한성서공회              | 2016년 12월 15일 지정 |      |
| 669호   |      | 예수성교전서                            | 서울 서대문구 연세로 50 연세대학교 학술정보원                         | 연세대학교 학술정보원              | 2016년 12월 15일 지정 |      |
| 670호   |      | 신약 마가전 복음서언해                  | 서울 서초구 남부순환로 2569 대한성서공회                              | 재단법인 대한성서공회              | 2016년 12월 15일 지정 |      |
| 671호   |      | 구약전서                                | 서울 서초구 남부순환로 2569 대한성서공회                              | 재단법인 대한성서공회              | 2016년 12월 15일 지정 |      |

### 2017년 지정
| 번호    | 사진 | 명칭                                                                    | 소재지                                              | 관리자 (단체)                        | 지정일                                         | 참조 |
| 672호   |      | 서울 배화학원 캐롤라이나관                                              | 서울 종로구 필운대로1길 34                          | 학교법인 배화학원                    | 2017년 1월 6일 지정                            | ,    |
| 673호   |      | 서울 배화여자고등학교 켐벨기념관                                        | 서울 종로구 필운대로1길 34                          | 학교법인 배화학원                    | 2017년 1월 6일 지정                            | ,    |
| 674호   |      | 서울 해병대사령부 초대교회                                              | 서울 용산구 용산2가동 2-18                          | 국방부                               | 2017년 2월 15일 지정                           |      |
| 675호   |      | 찬송가(UNION HYMNAL)                                                    | 서울 동작구 상도로 369 숭실대학교 한국기독교 박물관 | 숭실대학교 (한국기독교박물관)        | 2017년 2월 15일 지정                           |      |
| 676호   |      | 대한성공회 서울주교좌성당 모자이크 제단화                               | 서울 중구 세종대로21길 15 대한성공회 서울주교좌성당 | 대한성공회 유지재단 (서울주교좌성당) | 2017년 2월 15일 지정                           |      |
| 677-1호 |      | 군산 둔율동 성당                                                        | 전북 군산시 둔배미길 24                             | 재단법인 천주교 전주교구유지재단     | 2017년 4월 20일 지정                           |      |
| 677-2호 |      | 군산 둔율동 성당 성당신축기 및 건축허가신청서                           | 전북 군산시 둔배미길 24                             | 재단법인 천주교 전주교구유지재단     | 2020년 12월 31일 지정                          |      |
| 678호   |      | 영광 창녕조씨 관해공 가옥                                               | 전남 영광군 영광읍 백학리 20-1번지                  | 조ㅇㅇ 외 2인                        | 2017년 4월 20일 지정                           |      |
| 679호   |      | 서울 이화여자대학교 토마스홀                                            | 서울 서대문구 이화여대길 52                         | 학교법인 이화학당                    | 2017년 4월 20일 지정                           |      |
| 680호   |      | 제주 대정여자고등학교실습실(육군98병원병동)                             | 제주 서귀포시 대정읍 대한로 88번길 82-22            | 제주특별자치도교육감                 | 2017년 4월 20일 지정                           |      |
| 681-1호 |      | 천주교 광주대교구청 브레디관                                            | 광주 서구 상무대로 980 천주교광주대교구청           | 재단법인 광주구천주교회유지재단      | 2017년 4월 20일 지정                           |      |
| 681-2호 |      | 천주교 광주대교구청 본관                                                | 광주 서구 상무대로 980 천주교광주대교구청           | 재단법인 광주구천주교회유지재단      | 2017년 4월 20일 지정                           |      |
| 681-3호 |      | 천주교 광주대교구청 헨리관                                              | 광주 서구 상무대로 980 천주교광주대교구청           | 재단법인 광주구천주교회유지재단      | 2017년 4월 20일 지정                           |      |
| 681-4호 |      | 천주교 광주대교구청 식당동                                              | 광주 서구 상무대로 980 천주교광주대교구청           | 재단법인 광주구천주교회유지재단      | 2017년 4월 20일 지정                           |      |
| 682호   |      | 천주교 진산 성지성당                                                    | 충남 금산군 진산면 실학로 207                       | (재)대전교구 천주교회유지재단        | 2017년 5월 29일 지정                           |      |
| 683호   |      | 구 조선식산은행 충주지점                                                | 충북 충주시 관아4길 14                              | 충주시장                             | 2017년 5월 29일 지정                           |      |
| 684호   |      | 고령 관음사 칠성도                                                      | 경북 고령군 대가야읍 주산순환길 147, 관음사         | 관음사                               | 2017년 5월 29일 지정                           |      |
| 685호   |      | 천로역정(합질)                                                          | 서울 서대문구 연세로 50 연세대학교 학술정보원       | 연세대학교                           | 2017년 5월 29일 지정                           |      |
| 686호   |      | 조선요리제법                                                            | 서울 성북구 안암로 145 고려대학교 중앙도서관        | 고려대학교 중앙도서관                | 2017년 5월 29일 지정                           |      |
| 687호   |      | 서울 앨버트 테일러 가옥(딜쿠샤)                                         | 서울 종로구 사직로2길 17                            | 기획재정부                           | 2017년 8월 8일 지정                            | ,    |
| 688호   |      | 경기도청사 구관                                                         | 경기 수원시 팔달구 효원로 1                         | 경기도지사                           | 2017년 8월 8일 지정                            | ,    |
| 689호   |      | 경기도지사 구 관사 (京畿道知事 舊 官舍)                                 | 경기 수원시 팔달구 고화로130번길 21                 | 경기도지사                           | 2017년 8월 8일 지정                            | ,    |
| 690호   |      | 김 골롬바와 아네스 자매(석고상)                                         | 서울 용산구 효창원로 70길 35 김세중 기념사업회      | 김○○                                 | 2017년 8월 8일 지정                            | ,    |
| 691-1호 |      | 망우 독립유공자 묘역 - 오세창(吳世昌) 묘소                              | 경기 구리시 교문동 산84-2                           | 산림청                               | 2017년 10월 23일 지정                          | ,    |
| 691-2호 |      | 망우 독립유공자 묘역 - 문일평(文一平) 묘소                              | 경기 구리시 교문동 산84-2                           | 산림청                               | 2017년 10월 23일 지정                          | ,    |
| 691-3호 |      | 망우 독립유공자 묘역 - 방정환(方定煥) 묘소                              | 경기 구리시 교문동 산84-2                           | 산림청                               | 2017년 10월 23일 지정                          | ,    |
| 691-4호 |      | 망우 독립유공자 묘역 - 오기만(吳基萬) 묘소                              | 경기 구리시 교문동 산84-2                           | 산림청                               | 2017년 10월 23일 지정                          | ,    |
| 691-5호 |      | 망우 독립유공자 묘역 - 서광조(徐光朝) 묘소                              | 서울 중랑구 면목동 산1-1                            | 서울특별시장                         | 2018년 8월 8일 지정예고, 2017년 10월 23일 지정 | ,    |
| 691-6호 |      | 망우 독립유공자 묘역 - 서동일(徐東日) 묘소                              | 서울 중랑구 망우동 산57-3                           | 서울특별시장                         | 2017년 10월 23일 지정                          | ,    |
| 691-7호 |      | 망우 독립유공자 묘역 - 오재영(吳哉泳) 묘소                              | 서울 중랑구 망우동 산57-                            | 서울특별시장                         | 2017년 10월 23일 지정                          | ,    |
| 691-8호 |      | 망우 독립유공자 묘역 - 유상규(劉相奎) 묘소                              | 경기도 구리시 교문동 산84-2                         | 산림청                               | 2017년 10월 23일 지정                          | ,    |
| 692호   |      | 당진 소난지도 의병총                                                    | 충남 당진시 석문면 난지도리 373-2                   | 기획재정부                           | 2017년 10월 23일 지정                          | ,    |
| 693호   |      | 영광 원불교 신흥교당 대각전                                             | 전남 영광군 묘량면 묘량로 2길 64-1                  | 재단법인 원불교                      | 2017년 10월 23일 지정                          | ,    |
| 694호   |      | 광주 관덕정                                                             | 광주 남구 사직길 49                                 | 광주광역시장                         | 2017년 10월 23일 지정                          | ,    |
| 695호   |      | 통영 소반장 공방                                                        | 경남 통영시 박효자길 17                             | 통영시장                             | 2017년 10월 23일 지정                          | ,    |
| 696호   |      | 목포 정광정혜원 (木浦 淨光定慧院)                                       | 전남 목포시 노적봉길 26                             | 대한불교조계종 정광정혜원            | 2017년 10월 23일 지정                          | ,    |
| 697호   |      | 수원 구 소화(小花)초등학교                                              | 경기 수원시 팔달구 정조로 84                        | (재)천주교 수원교구유지재단          | 2017년 10월 23일 지정                          | ,    |
| 698호   |      | 수원 구 부국원                                                          | 경기 수원시 팔달구 향교로 13                        | 수원시장                             | 2017년 10월 23일 지정                          | ,    |
| 699호   |      | 보성 안규홍·박제현 가옥                                                 | 전남 보성군 문덕면 법화길 113-1                     | 조ㅇㅇ                               | 2017년 12월 5일 지정                           | ,    |
| 700호   |      | 곡성 성륜사 안심당·육화당                                               | 전남 곡성군 옥과면 미술관로 28                      | 재단법인 성륜불교문화재단            | 2017년 12월 5일 지정                           | ,    |
| 701호   |      | 원주 기독교 의료 선교 사택 (原州 基督敎 醫療 宣敎 私宅)                 | 강원특별자치도 원주시 일산로 20                     | 학교법인연세대학교                   | 2017년 12월 5일 지정                           | ,    |
| 702호   |      | 원주 육민관고등학교 창육관 (原州 育民館高等學校 창육관)                 | 강원 원주시 흥업면 북원로 1800                      | 학교법인 육민관 이사장               | 2017년 12월 5일 지정                           | ,    |
| 703호   |      | 원주 제1야전군사령부 구 청사 (原州 第1野戰軍司令部 舊 廳舍)             | 강원 원주시 가현동 제1야전군사령부                  | 제1야전군사령부(국방부)              | 2017년 12월 5일 지정                           | ,    |
| 704호   |      | 태안 동문리 근대한옥 (泰安 東門里 近代韓屋)                             | 충남 태안군 태안읍 경이정 5길 51                    | 김ㅇㅇ                               | 2017년 12월 5일 지정                           | ,    |
| 705호   |      | 대한성공회 강화성당 제대 및 세례대 (大韓聖公會 江華聖堂 祭臺 및 洗禮臺) | 인천 강화군 강화읍 관청길 27번길 10                 | (재)대한성공회유지재단               | 2017년 12월 5일 지정                           | ,    |
| 706호   |      | 문경 가은양조장 (聞慶 加恩釀造場)                                       | 경북 문경시 가은읍 양산개3길 13                     | 문경시                               | 2017년 12월 5일 지정                           | ,    |
| 707호   |      | 조선내화주식회사 구 목포공장 (朝鮮耐火株式會社 舊 木浦工場)             | 전남 목포시 온금동 122-6번지 외                     | 조선내화(주)                         | 2017년 12월 5일 지정                           | ,    |

### 2018년 지정
| 번호     | 사진 | 명칭                                                  | 소재지                                                       | 관리자 (단체)                   | 지정일                                     | 참조 |
| 708호    |      | 용인 고초골 공소 (龍仁 枯草골 公所)                   | 경기 용인시 처인구 원삼면 고초골로 15                        | 재단법인 수원교구유지재단       | 2018년 3월 9일 지정                        | ,    |
| 709호    |      | 구 안성군청 (舊 安城郡廳)                             | 경기 안성시 낙원길 95                                        | 안성시장                        | 2018년 3월 9일 지정                        | ,    |
| 710호    | .    | 대한민국임시의정원 문서 (大韓民國臨時議政院 文書)     | 서울 영등포구 의사당대로 1 (여의도동, 국회) 국회도서관       | 국회도서관                      | 2018년 5월 8일 지정                        | ,    |
| 711호    | .    | 조일관계사료집 (朝日關係史料集)                       | 충남 천안시 동남구 삼방로 95 (목천읍, 독립기념관) 독립기념관 | 독립기념관                      | 2018년 5월 8일 지정                        | ,    |
| 712호    | .    | 윤동주 친필원고 (尹東柱 親筆原稿)                     | 서울 서대문구 연세로 50 연세대학교 학술정보원                | 연세대학교                      | 2018년 5월 8일 지정                        | ,    |
| 713호    | .    | 이육사 친필원고 '편복(蝙蝠)' (李陸史 親筆原稿 '蝙蝠') | 경북 안동시 도산면 백운로 525 이육사문학관                   | 이육사문학관                    | 2018년 5월 8일 지정                        | ,    |
| 714호    | .    | 장효근 일기 (張孝根 日記)                             | 충남 천안시 동남구 삼방로 95 (목천읍, 독립기념관) 독립기념관 | 독립기념관                      | 2018년 5월 8일 지정                        | ,    |
| 715호    | .    | 부산 우암동 소막마을 주택 (釜山 牛岩洞 소幕마을 住宅) | 부산 남구 우암동 189-1123 외 16필지                          | 부산광역시 남구청               | 2018년 5월 8일 지정                        | ,    |
| 716호    |      | 제주 4‧3 수악주둔소 (濟州 四·三 水嶽駐屯所)           | 제주 서귀포시 남원읍 신례리 산5번지                          | 산림청                          | 2018년 6월 11일 지정                       | ,    |
| 717호    |      | 운강선생유고 및 부록 (雲岡先生遺稿 및 附錄)           | 충북 제천시 봉양읍 의암로 566-7, 제천의병전시관              | 류○○                            | 2018년 6월 11일 지정, 2018년 6월 25일 정정 | ,    |
| 718호    |      | 목포 근대역사문화공간                                 | 전남 목포시 유달동 8외 601필지                               |                                 | 2018년 8월 6일 지정                        | ,    |
| 718-1호  |      | 목포 번화로 일본식가옥-1                              | 전남 목포시 중앙동3가 6-4/6-3                                | 강 ㅇ                           | 2018년 8월 6일 지정                        | ,    |
| 718-2호  |      | 목포 번화로 일본식가옥-2                              | 전남 목포시 중앙동3가 6-1                                    | 구ㅇㅇ                          | 2018년 8월 6일 지정                        | ,    |
| 718-3호  |      | 목포 번화로 일본식가옥-3                              | 전남 목포시 중앙동3가 5-2                                    | 김ㅇㅇ                          | 2018년 8월 6일 지정                        | ,    |
| 718-4호  |      | 목포 영산로 일본식가옥                                | 전남 목포시 중앙동3가 7-2                                    | 박ㅇㅇ                          | 2018년 8월 6일 지정                        | ,    |
| 718-5호  |      | 구 목포부립병원 관사                                  | 전남 목포시 중앙동3가 1-3                                    | 김ㅇㅇ                          | 2018년 8월 6일 지정                        | ,    |
| 718-6호  |      | 구 목포 일본기독교회                                  | 전남 목포시 대의동2가 10-2                                   | 설ㅇㅇ                          | 2018년 8월 6일 지정                        | ,    |
| 718-7호  |      | 목포 번화로 일본식 상가주택-1                         | 전남 목포시 중앙동2가 8-4/8-3                                | 표ㅇㅇ 외 1명                   | 2018년 8월 6일 지정                        | ,    |
| 718-8호  |      | 목포 해안로 일본식 상가주택                           | 전남 목포시 대의동1가 4-4                                    | 이ㅇㅇ                          | 2018년 8월 6일 지정                        | ,    |
| 718-9호  |      | 목포 해안로 교차로 상가주택                           | 전남 목포시 대의동1가 3-7/3-10                               | 김ㅇㅇ                          | 2018년 8월 6일 지정                        | ,    |
| 718-10호 |      | 목포 부두 근대상가주택                                | 전남 목포시 영해동1가 6-17                                   | 임ㅇㅇ                          | 2018년 8월 6일 지정                        | ,    |
| 718-11호 |      | 구 동아부인상회 목포지점                              | 전남 목포시 행복동2가 5                                      | 박ㅇㅇ                          | 2018년 8월 6일 지정                        | ,    |
| 718-12호 |      | 목포 번화로 일본식 상가주택-2                         | 전남 목포시 복만동 14-1                                      | 채ㅇㅇ                          | 2018년 8월 6일 지정                        | ,    |
| 718-13호 |      | 목포 번화로 일본식 상가주택-3                         | 전남 목포시 행복동2가 1-8/1-9                                | 김ㅇㅇ 외 1명                   | 2018년 8월 6일 지정                        | ,    |
| 718-14호 |      | 목포 해안로 붉은 벽돌창고                             | 전남 목포시 보광동3가 5-10                                   | 김ㅇㅇ                          | 2018년 8월 6일 지정                        | ,    |
| 718-15호 |      | 구 목포 화신연쇄점                                    | 전남 목포시 상락동1가 11-8                                   | 정ㅇㅇ                          | 2018년 8월 6일 지정                        | ,    |
| 719호    |      | 군산 내항 역사문화공간                                | 전북 군산시 장미동 1-4외 58필지                              |                                 | 2018년 8월 6일 지정                        | ,    |
| 719-1호  |      | 군산 내항 뜬다리 부두 (부잔교)                        | 전북 군산시 장미동                                           | 해양수산부 (군산지방해양수산청) | 2018년 8월 6일 지정                        | ,    |
| 719-2호  |      | 군산 내항 호안시설                                    | 전북 군산시 장미동                                           | 해양수산부 (군산지방해양수산청) | 2018년 8월 6일 지정                        | ,    |
| 719-3호  |      | 군산 내항 철도                                        | 전북 군산시 장미동                                           | 국토교통부 (한국철도시설공단)   | 2018년 8월 6일 지정                        | ,    |
| 719-4호  |      | 군산 구 제일사료 주식회사 공장                        | 전북 군산시 해망로 196 (장미동 9-30)                         | 유한회사 해망로 196             | 2018년 8월 6일 지정                        | ,    |
| 719-5호  |      | 군산 경기화학약품상사 저장탱크                        | 전북 군산시 해망로 166 (신영동 1-2)                          | 주식회사 경기화학약품 상사      | 2018년 8월 6일 지정                        | ,    |
| 720호    |      | 영주 근대역사문화거리                                 | 경북 영주시 영주동 149-12 외 152필지                         |                                 | 2018년 8월 6일 지정                        | ,    |
| 720-1호  |      | 구 영주역 5호 관사 (舊 榮州驛 5號 官舍)               | 경북 영주시 두서길 57                                        | 강ㅇㅇ/ 최ㅇㅇ                  | 2018년 8월 6일 지정                        | ,    |
| 720-2호  |      | 구 영주역 7호 관사 (舊 榮州驛 7號 官舍)               | 경북 영주시 두서길 63                                        | 영주시/ 이ㅇㅇ                  | 2018년 8월 6일 지정                        | ,    |
| 720-3호  |      | 영주 영주동 근대한옥                                  | 경북 영주시 구성로 422번길 21                                | 김ㅇㅇ                          | 2018년 8월 6일 지정                        | ,    |
| 720-4호  |      | 영주 영광이발관                                       | 경북 영주시 광복로 15                                        | 이ㅇㅇ                          | 2018년 8월 6일 지정                        | ,    |
| 720-5호  |      | 영주 풍국정미소                                       | 경북 영주시 광복로 23                                        | 우ㅇㅇ                          | 2018년 8월 6일 지정                        | ,    |
| 720-6호  |      | 영주 제일교회                                         | 경북 영주시 광복로 37                                        | 장로교노회 유지재단             | 2018년 8월 6일 지정                        | ,    |
| 721호    |      | 도산 안창호 일기                                      | 충남 천안시 동남구 목천읍 삼방로 95 독립기념관               | 독립기념관                      | 2018년 8월 6일 지정                        |      |
| 722호    |      | 관동창의록 (關東倡義錄)                               | 충남 천안시 동남구 목천읍 삼방로 95 독립기념관               | 독립기념관                      | 2018년 8월 6일 지정                        |      |
| 723호    |      | 군산 빈해원                                           | 전북 군산시 동령길 57 (장미동)                               | 소** (개인)                     | 2018년 8월 6일 지정                        |      |
| 724호    |      | 군산 구 남조선전기주식회사                            | 전북 군산시 구영2길 9 (신창동)                               | ㈜명진토건                      | 2018년 8월 6일 지정, 2018년 9월 5일 정정   | ,    |
| 725호    |      | 군산 구 조선운송주식회사 사택                         | 전북 군산시 구영신창길 73 (금동)                             | 윤** (개인)                     | 2018년 8월 6일 지정                        |      |
| 726호    |      | 구 전주지방법원 군산지청 관사                         | 전북 군산시 구영신창길 22 (월명동)                           | 장** (개인)                     | 2018년 8월 6일 지정                        |      |
| 727호    |      | 칠곡 왜관성당                                         | 경북 칠곡군 관문로 25 (왜관읍)                               | 재단법인 대구천주교회유지재단   | 2018년 8월 6일 지정                        |      |
| 728호    |      | 전남대학교 의과대학 구 본관                           | 광주 동구 백서로 160 전남대학교)                             | 전남대학교 의과대학             | 2018년 8월 6일 지정                        |      |
| 729호    |      | 파주 구 교하면사무소                                  | 경기 파주시 교하로 1401                                      | 파주시                          | 2018년 8월 6일 지정                        | ,    |
| 730호    |      | 일제 주요감시대상 인물카드                            | 경기 과천시 교육원로 86 국사편찬위원회                       | 국사편찬위원회                  | 2018년 10월 1일 지정                       | ,    |
| 731호    |      | 완도 소안면 구 당사도 등대                            | 전남 완도군 소안면 당사도길 17-239                           | 해양수산부                      | 2018년 10월 1일 지정                       | ,    |
| 732호    |      | 윤봉춘 일기                                           | 충남 천안시 동남구 목천읍 삼방로 95 독립기념관               | 독립기념관                      | 2018년 10월 1일 지정                       | ,    |
| 733호    |      | 도화임본 (圖畵臨本)                                   | 서울 서초구 반포대로 201 국립중앙도서관                      | 국립중앙도서관                  | 2018년 10월 1일 지정                       | ,    |
| 734호    |      | 통영 황리공소                                         | 경남 통영시 광도면 임내길 100                                | (재)마산교구 천주교회유지재단   | 2018년 10월 1일 지정                       | ,    |
| 735호    |      | 서울 동국대학교 구 본관(석조관)                       | 서울 중구 필동로 1길 30                                      | 학교법인 동국대학교             | 2018년 11월 6일 지정                       | ,    |
| 736호    |      | 대전 충남대학교 구 문리과대학                         | 대전 중구 문화로 282                                         | 충남대학교 총장                 | 2018년 11월 6일 지정                       | ,    |
| 737호    |      | 지청천 일기                                           | 서울 노원구 화랑로 574 육군사관학교 육군박물관               | 이ㅇㅇ                          | 2018년 12월 10일 지정                      | ,    |
| 738호    |      | 이육사 친필원고 '바다의 마음'                         | 경북 경산시                                                  | 이ㅇㅇ                          | 2018년 12월 10일 지정                      | ,    |
| 739호    |      | 광양 구 진월면사무소                                  | 전남 광양시 진월면 선소중앙길 31                             | 광양시장                        | 2018년 12월 10일 지정                      | ,    |
| 740호    |      | 대한민국임시정부 건국강령 초안                        | 경기도 고양시                                                | 조○○                            | 2018년 12월 31일 지정                      | ,    |
| 741호    |      | 서울 경희대학교 본관                                  | 서울 동대문구 경희대로 26                                    | 학교법인 경희학원               | 2018년 12월 31일 지정                      | ,    |

### 2019년 지정
| 번호     | 사진 | 명칭                                             | 소재지                                              | 관리자 (단체)               | 지정일                | 참조 |
| 742호    |      | 인제성당                                         | 강원 인제군 인제읍 인제로 225번길 12)               | 재단법인 춘천교구 천주교회  | 2019년 2월 14일 지정  | ,    |
| 743호    |      | 구 영원한 도움의 성모수녀회 춘천수련소           | 강원 춘천시 청운길 41                               | 재단법인 춘천교구 천주교회  | 2019년 2월 14일 지정  | ,    |
| 744호    |      | 서울 구 공군사관학교 교회                        | 서울 동작구 여의대방로 20길 33                      | 서울특별시장                | 2019년 3월 11일 지정  | ,    |
| 745-1호  |      | 이봉창 의사 선서문                               | 서울 용산구 서빙고로 137 (용산동 6가 168-6)         | 국립중앙박물관              | 2019년 4월 8일 지정   | ,    |
| 745-2호  |      | 이봉창 의사 친필 편지, 봉투 및 의거자금 송금증서 | 서울 용산구 서빙고로 137 (용산동 6가 168-6)         | 국립중앙박물관              | 2019년 4월 8일 지정   | ,    |
| 746호    |      | 매천 황현 매천야록 (梅泉野錄)                    | 전남 전남전역                                       |                             | 2019년 5월 7일 지정   | ,    |
| 747호    |      | 매천 황현 오하기문 (梧下記聞)                    | 전남 전남전역                                       | ○○○                         | 2019년 5월 7일 지정   | ,    |
| 748호    |      | 매천 황현 절명시첩 (絶命詩帖)                    | 전남 전남전역                                       | ○○○                         | 2019년 5월 7일 지정   | ,    |
| 749-1호  |      | 매천 황현 시·문(7책)                             | 전남 전남전역                                       | ○○○                         | 2019년 5월 7일 지정   | ,    |
| 749-2호  |      | 매천 황현 유묵·자료첩(11책)                      | 전남 전남전역                                       | ○○○                         | 2019년 5월 7일 지정   | ,    |
| 749-3호  |      | 매천 황현 교지·시권(2점)·백패통                  | 전남 전남전역                                       | ○○○                         | 2019년 5월 7일 지정   | ,    |
| 750호    |      | 윤희순 의병가사집                                | 강원 춘천시 강원대학길 1 강원대학교 중앙박물관      | 강원대학교중앙박물관장      | 2019년 5월 7일 지정   | ,    |
| 751호    |      | 서울 한양대학교 구 본관                          | 서울 성동구 왕십리로 222                            | 학교법인 한양학원           | 2019년 5월 7일 지정   | ,    |
| 752호    |      | 고성 최동북단 감시초소(GP)                       | 강원 고성군 수동면 덕산리 산 1번지                  | 국방부                      | 2019년 6월 5일 지정   | ,    |
| 753호    |      | 부산 구 동래역사                                 | 부산 동래구 낙민동 112-3번지                        | 부산광역시                  | 2019년 6월 5일 지정   | ,    |
| 754호    |      | 세종 구 산일제사 공장                            | 세종 조치원읍 교리 60-1                             | 세종특별자치시              | 2019년 6월 5일 지정   | ,    |
| 755호    | .    | 대한민국 임시정부 환국기념 23인 필묵             | 서울 동작구 상도로 369 숭실대학교 한국기독교박물관  | 숭실대학교 한국기독교박물관 | 2019년 6월 5일 지정   | ,    |
| 756호    | .    | 이자해자전 초고본                                | 충남 천안시 동남구 목천읍 삼방로 95 독립기념관      | 독립기념관                  | 2019년 7월 8일 지정   | ,    |
| 757호    | .    | 한국독립운동사략(상편)                           | 충남 천안시 동남구 목천읍 삼방로 95 독립기념관      | 독립기념관                  | 2019년 7월 8일 지정   | ,    |
| 758호    |      | 익산 구 이리농림고등학교 본관                    | 전북 익산시 고봉로 79 (마동, 전북대학교익산캠퍼스)  | 전북대학교                  | 2019년 7월 8일 지정   | ,    |
| 759호    | .    | 신안 흑산성당                                    | 전남 신안군 흑산면 흑산일주로 180-20                | (재)광주구천주교회유지재단  | 2019년 8월 5일 지정   | ,    |
| 760호    |      | 군산 구 십자의원                                 | 전북 군산시 신영 1길 13                             | 현화영                      | 2019년 9월 6일 지정   | ,    |
| 761-1호  | .    | 매천 황현 문방구류                               | 전남 순천시                                         | ○○○                         | 2019년 10월 2일 지정  | ,    |
| 761-2호  | .    | 매천 황현 생활유물                               | 전남 순천시                                         | ○○○                         | 2019년 10월 2일 지정  | ,    |
| 762호    |      | 영덕 영해장터거리 근대역사문화공간               | 경북 영덕군 영해면 예주2길 10 등 80필지             |                             | 2019년 11월 4일 지정  | ,    |
| 763호    |      | 익산 솜리 근대역사문화공간                       | 전북 익산시 인북로 12길 5 등 120건                  |                             | 2019년 11월 4일 지정  | ,    |
| 763-1호  |      | 익산 구 대교농장 사택                            | 전북 익산시 인북로10길 26                           | 임○○                        | 2019년 11월 4일 지정  | ,    |
| 763-2호  |      | 익산 구 신신백화점                               | 전북 익산시 인북로10길 16                           | 오○○                        | 2019년 11월 4일 지정  | ,    |
| 763-3호  |      | 익산 평동로 근대상가주택 1                       | 전북 익산시 평동로11길 22                           | 이○○                        | 2019년 11월 4일 지정  | ,    |
| 763-4호  |      | 익산 평동로 근대상가주택 2                       | 전북 익산시 평동로11길 23                           | 안○○ 임○○                   | 2019년 11월 4일 지정  | ,    |
| 763-5호  |      | 익산 평동로 근대상가주택 3                       | 전북 익산시 평동로11길 25-1                         | 장○○                        | 2019년 11월 4일 지정  | ,    |
| 763-6호  |      | 익산 평동로 근대상가주택 4                       | 전북 익산시 평동로11길 27                           | 유○○                        | 2019년 11월 4일 지정  | ,    |
| 763-7호  |      | 익산 평동로 근대상가주택 5                       | 전북 익산시 평동로11길 27-1                         | 정○○                        | 2019년 11월 4일 지정  | ,    |
| 763-8호  |      | 익산 보화당한의원 구 건조창고                    | 전북 익산시 평동로11길 26-5, 26-9                   | 재단법인 원불교             | 2019년 11월 4일 지정  | ,    |
| 763-9호  |      | 익산 구 이리금융조합                             | 전북 익산시 인북로12길 5, 5-1                       | 차○○                        | 2019년 11월 4일 지정  | ,    |
| 763-10호 |      | 익산 인북로 근대상가주택                         | 전북 익산시 인북로12길 4                            | 재단법인 전라북도향교재단   | 2019년 11월 4일 지정  | ,    |
| 764호    |      | 목포 경동성당                                    | 전남 목포시                                         |                             | 2019년 12월 9일 지정  | ,    |
| 765호    |      | 전북대학교 구 본관                               | 전북 전주시 덕진구 권삼득로 308 (덕진동 1가 664-14) | 전북대학교                  | 2019년 12월 9일 지정  | ,    |
| 766호    |      | 전북대학교 구 문리과대학                         | 전북 전주시 덕진구 권삼득로 308 (덕진동 1가 664-14) | 전북대학교                  | 2019년 12월 9일 지정  | ,    |
| 767호    |      | 전북대학교 구 중앙도서관                         | 전북 전주시 덕진구 권삼득로 308 (덕진동 1가 664-14) | 전북대학교                  | 2019년 12월 9일 지정  | ,    |
| 768호    |      | 서울 보화각                                      | 서울 성북구 성북로 102-11 (성북동, 간송미술관)      | 간송박물관                  | 2019년 12월 30일 지정 | ,    |
| 769호    |      | 담양 모현관                                      | 전남 담양군 대덕면 장동길 89-4(장산리 209)          | 유○○(개인)                  | 2019년 12월 30일 지정 | ,    |
| 770호    |      | 서울 연세대학교 핀슨관                           | 서울 서대문구 연세대로 50 (신촌동 134)              | 학교법인 연세대학교         | 2019년 12월 30일 지정 | ,    |
| 771호    |      | 송기주 네벌식 타자기                             | 서울 용산구 서빙고로 139                            | 국립한글박물관              | 2019년 12월 30일 지정 | ,    |
| 772호    |      | 대한민국 임시의정원인                            | 서울 영등포구 의사당대로 1                          | 국회도서관                  | 2019년 12월 30일 지정 | ,    |